# 八幡空襲
八幡空襲（やはたくうしゅう）は、第二次世界大戦中の1944年6月16日未明、アメリカ陸軍航空軍第58爆撃団の戦略爆撃機B-29が行った初めての日本本土空襲。九州北部の八幡製鉄所を第一目標とし計75機のB-29が出撃、うち47機が八幡市などを爆撃した。製鐵所の被害は極僅かだったが、爆撃は北九州5都市（八幡、小倉、戸畑、門司、若松）におよび、270名以上が犠牲となった。米軍側報告では作戦中の事故で5機のB-29が損失、2機が日本軍機により撃墜とされた。これに対し、日本側報告では撃墜6機（内不確実2機）、撃破7機、日本側被弾機1機と報じられた。
目標の八幡製鐵所コークス炉への命中弾はなく、空襲自体は不首尾だったが、同日サイパン島に米海軍の上陸を許したこともあり（サイパン島の戦い）、大本営は八幡空襲の報に衝撃を受けた。一方でアメリカや中国ではこの空襲の成果が大々的に報道された。作戦中B-29の収集した情報によって日本本土の防空体制の脆弱さが明らかとなり、その後の大規模な本土空襲の発端ともなった。
八幡市は、1944年8月20日に中国から飛来したB-29によって2度目の空襲を受け、さらに翌1945年8月8日の3度目の空襲（八幡大空襲）ではマリアナ諸島基地発のB-29が焼夷弾爆撃を行い、罹災者数5万2562人、罹災戸数1万4000戸 死傷者は約2,500人の壊滅的な被害を被った。

## 背景
アメリカ陸軍航空軍による最初の日本本土空襲は、1942年4月18日、空母「ホーネット」から発艦した16機のB-25双発中型爆撃機が東京などを爆撃したドーリットル空襲である。この空襲による日本側の損害は軽微であったが、アメリカ国民の間には大きな反響を呼び起こした。日本軍は本土が空襲されたことに危機感を覚え、本土基地の防空用戦闘機の機数を増強し、また太平洋戦域において攻勢に出ることで対応しようとしたが、それも6月のミッドウェー海戦での敗北により頓挫した。一方のアメリカ陸空軍も、この空襲の後B-29が運用可能となるまでの間は、他に中国内陸部の基地から日本本土まで往復するのに十分な航続距離をもつ航空機がなったため、日本本土へ空襲をしかけることはできなかった。
B-29の運用開始には困難が伴った。機体の設計は1940年初頭から始まり、最初の試作機は1942年9月21日に完成、「スーパーフォートレス（超空の要塞）」のニックネームを持つこの機体は、第二次世界大戦中最大の爆撃機であり、当時最大の爆弾搭載量と最長の航続距離、また強力な防御砲火を誇った。また与圧室や機銃砲塔の遠隔操作、火器管制装置といった当時の最新技術が導入されている。アメリカ陸空軍は初飛行に先立ってB-29を1,664機発注したが、1943年2月18日2機目の試作機の墜落で開発にさらに数か月を要することとなった。一方でこの間に機体設計上の問題は少しずつ改善された。1943年6月に設立された第58爆撃団（第58爆撃航空団）はアメリカ陸空軍初のB-29運用部隊であったが、実際の機体受領は10月になってからであった。B-29配備の遅れと機体トラブルで、爆撃航空団は訓練スケジュールにも支障をきたす有様であった。なおB-29が実戦配備可能となったのは、1944年3月、後に「バトル・オブ・カンザス (en) 」と呼ばれる、戦闘に即応しうる機体を生産する計画が始まってからのことである。
1943年末、アメリカ軍統合参謀本部は、インド基地及び建設予定の中国大陸基地にB-29を配備し、日本本土及び東アジア方面へ戦略爆撃を行う計画を承認した。マッターホルン作戦と命名されたこの戦略爆撃計画の実行にあたっては、インド東部ベンガル基地から出発したB-29が、日本爆撃の際に給油を受けられるよう、連合国軍の貨物輸送機によって中国内陸部の成都近郊に大規模な飛行場建設が必要とされた。1943年12月、作戦遂行の任務を受けた第20爆撃集団はアメリカ本土から海路インドへと移動、さらに1944年4月にはB-29全機の作戦行動を監督するために第20空軍を編成、前例のない手段ではあったが、アメリカ陸軍航空軍司令ヘンリー・アーノルド大将はこの部隊をペンタゴンから指揮した。なお第20爆撃集団の主力である第58爆撃航空団は、4月にカンザス州からの移動を開始したが、インドに到着したのは5月中旬だった。この部隊は、出発時にはまだ訓練途中だったが、新設されたアメリカ陸軍航空軍爆撃航空団の中では最も経験を積んだ部隊であった。

## 作戦準備

### 中国

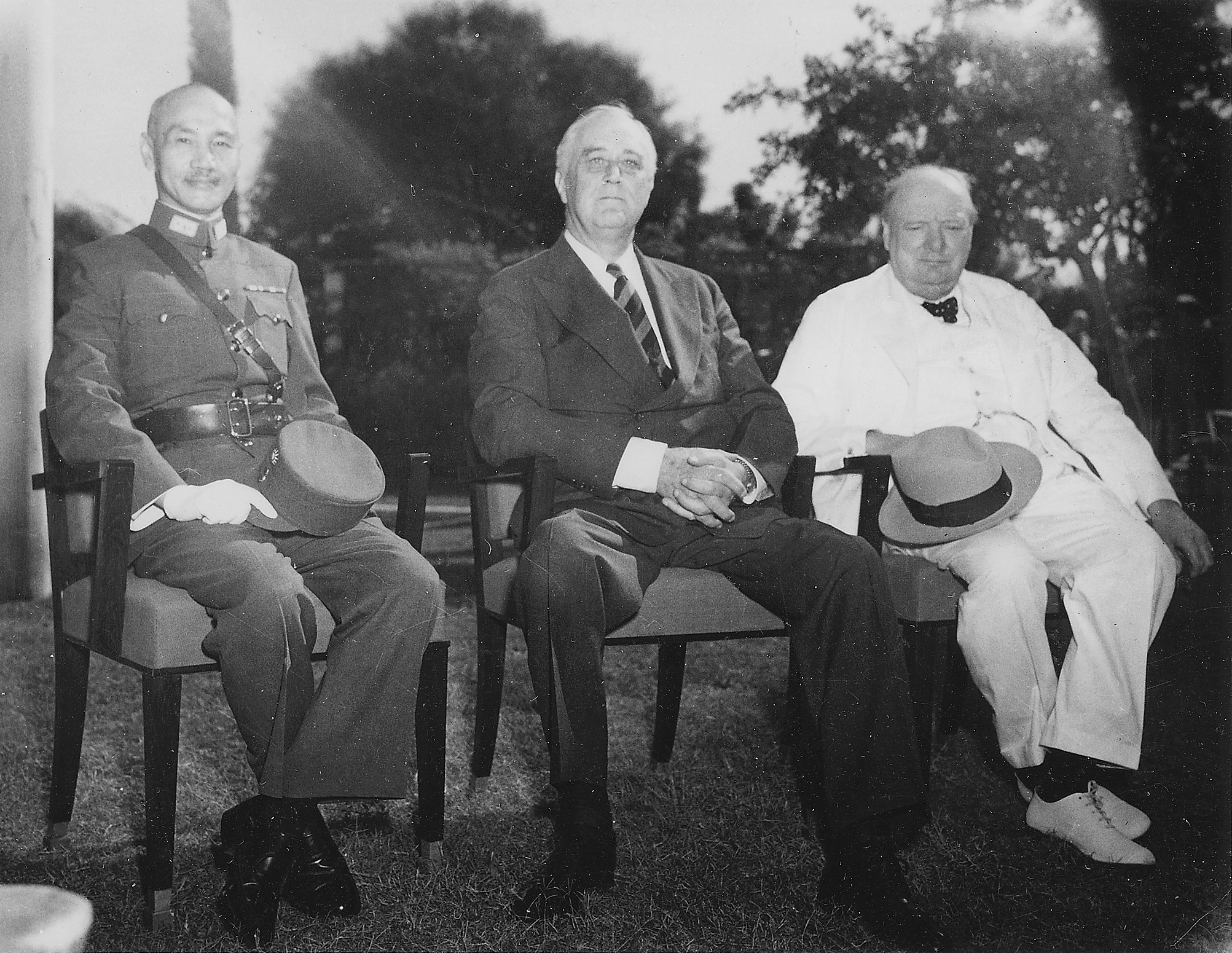
1943年11月カイロ会談
左から蔣介石、ルーズベルト、チャーチル

1943年11月のカイロ会談において、アメリカ合衆国大統領フランクリン・ルーズベルトはイギリス首相ウィンストン・チャーチルと中華民国国民政府主席蔣介石にマッターホーン計画を提示、計画への協力を要請した。この中でルーズベルトは蔣介石に対して、B-29が実戦配備されるはずの1944年3月末までに成都周辺の飛行場建設を完成させるよう要請した。要請を受けた翌月の1943年12月、四川省主席張群は成都で緊急会議をひらき、四川省29県の県長ら関係者を鼓舞するとともに、以下飛行場建設のための特殊工事計画の概要を伝えた。
一、成都近郊に4カ所の爆撃機基地-新津、邛崍（きょうらい）、彭山（ほうざん）、広漢を建設する。また成都ほか5カ所に戦闘機出撃基地を建設する。
二、工事は四川省人民の夫役によって行う。29県から32万人を徴募する。
三、民工の食事は1日一人白米1.4升与えられる。32万人に対して5ヶ月間食糧を供給するための米百余万石とそれを建設現場に運ぶ延べ20万人の夫役は各県で負担する。
四、各県は夫役委員会を設けて、徴募、作業用品調達、土地収用、保障などの問題を処理する。いかなる理由であれ、工事開始の遅れは許されない。
当時中国は近代的な設備が乏しかったため、建設工事は天秤棒や一輪車などを使い、スコップ、ツルハシだけで掘削作業を行うなど、建設工事はほぼ人力で、滑走路転圧のための10トンローラーも人力で引くなどされ、工事作業中の怪我や病気で多くの死者を出している。
1944年4月、飛行場建設工事はほぼ完成、4月24日、インドのカラグプールを発った2機のB-29がはじめて中国に飛んだ。成都の広漢飛行場に2機のB-29が着陸すると、まだ工事の最中であった何万人もの中国農民は歓呼をもってこれを迎えた。

### 米軍

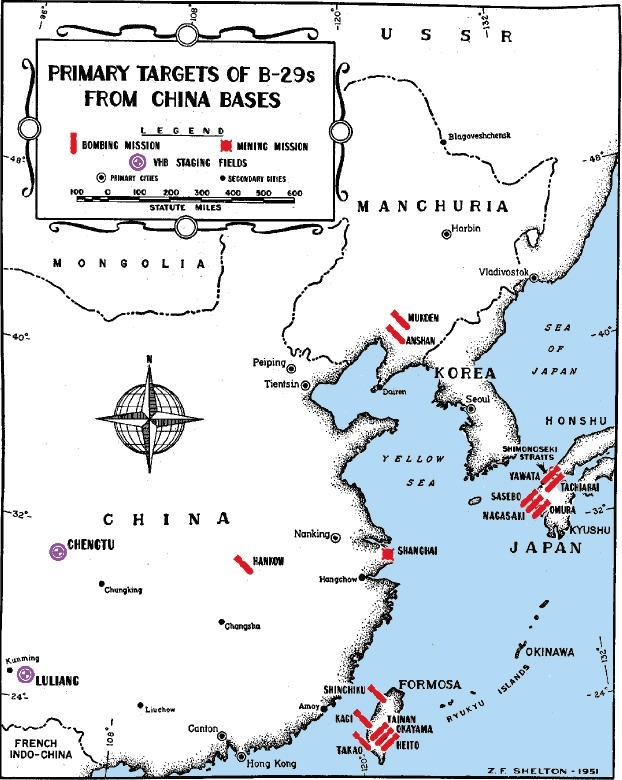
中国大陸のB-29基地及びマッターホーン作戦における爆撃目標

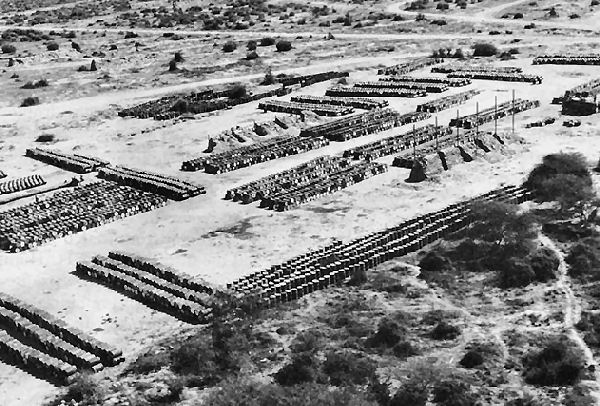
中国大陸基地に集積された燃料

1944年5月、インドに進出した第20爆撃集団は、ケネス・ウォルフ准将の指揮の下、日本空襲のため様々な準備を開始。真っ先に取り掛かったのは中国基地への燃料の備蓄である。1944年末まで、アメリカ陸空軍輸送司令部は隷下の輸送機を第20爆撃集団のために使用することはなかったので、中国前進基地までの燃料等の補給は第20爆撃集団の輸送機とB-29自身で行う必要があった。しかしながら、この方法で中国～日本往復の1機分の燃料と備品を備蓄するにはインド～中国間を12往復する必要があり、またハンプ (en) を越えての兵站行動となることから効率が悪く、結果、作戦開始に十分な燃料を備蓄するには当初の予測以上の時間がかかった。さらにB-29の技術的問題、特にライト R-3350エンジンは信頼性に欠け改良の必要があったため、機体の運用に支障をきたしていた。
1944年6月5日、第20爆撃集団は初の空襲を行っている。この日98機のB-29がインド基地から発進し、今後の日本及び東南アジア爆撃を見据えた「ドレスリハーサル（本番前の最後の稽古）」として、タイのバンコクを空襲した（バンコク空襲）。与えた損害は僅かであり、5機のB-29を機体のトラブルから失ったが、第20爆撃集団は、爆撃機搭乗員が有益な戦闘経験を積んだことと、B-29の運用に関し実戦のデータが得られたことから作戦は成功したと評価した。
1944年6月6日、アーノルド司令は、統合参謀本部から一刻も早く日本本土空襲を行うようにとの要請があったことをウォルフ准将に伝えた。日本軍に押され気味の中国軍を苦難から解放し、またサイパンの戦いを支援することがマッターホーン作戦の最終目的であった。また統合参謀本部は6月15日と20日に出撃するB-29の機数についても明らかにするよう求めた。当初日本本土への空襲は6月23日を予定していたが、これは100機のB-29を運用するのに十分な支援物資が中国内で手に入ると予測されていた頃の予定であり、物資の備蓄に手間取っている現状ではこの数字を達成するのは困難であった。ウォルフ准将は、6月15日であれば50機のB-29が、20日であれば55機が作戦投入可能と返信したが、アーノルド司令はこの機数では少なすぎるとして6月15日の爆撃には最低でも70機出撃させるよう命じた。この命令をうけ、第20爆撃機集団のB-29と輸送機は、より多くの燃料を中国基地に移動させるため、中国基地での戦闘機による戦闘行動を減らすなどして集中的な燃料の確保を図った。同じころ地上整備員は、B-29の機体の信頼性を高め、1機でも多く運用可能な状態にするために整備に励んだ。
爆撃目標には、成都から2600kmの距離にある九州北部の工業都市八幡市が選ばれた。これは、第20航空軍司令部が1944年4月1日に下した、日本の鉄鋼業及びコークス製造業の壊滅を戦略爆撃の最優先目的とする決断に拠るものである。八幡市内の八幡製鐵所は、当時日本全体の圧延鋼の24%を生産するなど、日本の鉄鋼業において最も重要な施設であり、3つのコークス炉があったが、そのうち最も大きな東田のコークス炉がB-29爆撃の第一目標となった。また老窯（現在の江蘇省連雲港市）は重要な工業港であったため第2目標とされた。なお空襲は夜間行うこととし、燃料節約のためB-29各機は編隊を組まず個々に爆撃をすることとした。

### 日本軍
「B-29は爆撃機としてヨーロッパ方面に配備され、CBI戦域 (en) では輸送手段としてのみ使用される」といった囮（おとり）の報道を流すなど、米軍による入念な情報操作をしたにもかかわらず、日本軍はB-29がインドおよび中国の基地で爆撃の準備をしていたことを察知していた。さらに中国に潜伏していた日本軍工作員は、すべてのB-29の動きを把握し報告していたため、仮に日本への空襲があっても本土到達の数時間前に察知が可能であった。日本軍情報部は、この重爆撃機は兵站準備が整い次第九州北部の軍施設を夜間爆撃すると推測していた。なお1944年4月26日には、中国とインドの国境付近で日本陸軍一式戦闘機「隼」2機がB-29と初交戦し敵機に損害を与えている。
1944年初頭、B-29による本土空爆を予期した日本陸軍は、中国及び太平洋戦線に配備された航空機を本土防衛のため内地に移転させた。1944年6月、八幡は日本陸軍西部軍の守備下に置かれ、飛行第4戦隊及び飛行第59戦隊を隷下に置く第19飛行団が編成された。第4戦隊は山口県小月飛行場を拠点とし、二式複座戦闘機「屠龍」35機が配備され、内6月中旬の時点で戦闘に即応できた25機は飛行団の中でも最も熟練したパイロットにまわされた。第59戦隊は福岡県芦屋飛行場に編成され25機の三式戦闘機「飛燕」を運用することとなったが、6月中旬に実戦で稼働できたのはそのうちたった7～8機であった。この他、八幡を含む九州北部地域は対空砲と防空気球で防備されていた。また早期警戒のためレーダー基地と監視網も備えてあった。
第19飛行団編成の初期目的は九州北部の工業施設、とくに八幡製鐵所を防衛することであり、防衛計画上、八幡上空に戦闘機を集中待機させ、この空域から遠くへは移動してはならないとされた。第19飛行団はこうした柔軟性のない戦闘配置には不満であったが、実際出撃可能な戦闘機が限られ、また夜間戦闘を支援するサーチライトが軍の重要視する施設のある八幡および九州北部にしか配備されていない状況では、作戦行動に制限があるのは已むを得ないことであった。なお空襲前、第19飛行団は味方対空高射砲との共同訓練を計画し、また警報への対応と夜間飛行の演習を兼ねた訓練を実施している。

## 空襲
1944年6月13日、第58爆撃航空団所属のB-29はインドから中国前進基地への移動を開始し、6月15日までに83機のB-29スーパーフォートレスが成都周辺の4つの飛行場に到着した。だが中国に到達することができずにインドへ引き返した機体が少なくとも12機あり、その他墜落し搭乗員全員が死亡した機もあった。B-29は各々空襲用に500ポンド爆弾4発（2ショートトン（=1,800kg）分）を搭載した。このとき大将8名を含む多数の参謀将校が、視察のためと称して成都基地を訪れたが、空襲に参加することは許されなかった。その一方ジャーナリスト8名と報道写真家3名がB-29に搭乗している。なお、当時アメリカ陸軍航空軍には直近の日本の工業地帯を撮影した写真がほとんどなく、八幡空襲のブリーフィングで使用した地図と写真は10年以上前の、1920年代後半から1930年代前半のものであった。
6月15日16時16分、B-29は基地から離陸を開始した。第58爆撃航空団のラベーヌ・サンダース准将が作戦指揮をとった。出撃75機のうちR・E・ヒューズ大尉の指揮する1機（機体番号#42-6229）は離陸直後に墜落し、更に4機が機械トラブルで引き返しているが、残り70機は沖ノ島を経由し一路九州八幡を目指した。第58爆撃航空団の4部隊は、それぞれ2機のB-29を先行させ、その後ろを飛行する航法をとった。この航法は、先行機が他機の飛行目標となり、またその作りだす気流に乗って燃料を節約するためであり、イギリス空軍が欧州戦線で採用したものである。爆撃隊は中国の日本陸軍および陸軍航空軍によって察知された。「爆撃機が九州北部へ向かっており真夜中に現地に到着する」との報告は日本陸軍第19飛行団にも伝えられた。その後、済州島のレーダー基地と監視所は現地時間の23:31から00:30にかけて爆撃機を捕捉した。空襲警報は00:24に発令され、その3分後には飛行第4戦隊の24機の「屠龍」戦闘機が北九州上空警戒のため離陸した。第59戦隊は、夜間作戦において第4戦隊と夜間戦闘の共同訓練をしておらず、運用する機体「飛燕」には機械的問題があり、また出撃することで芦屋飛行場を発見され、逆に攻撃することも恐れられたため緊急発進を見合わせた。
6月16日00時38分、B-29は八幡上空に到達しおよそ2時間にも及ぶ爆撃を開始した。だが市街地には既に灯火管制が敷かれており、さらにこの晩は街全体が靄に覆い隠されていたため、爆撃目標を視認できたのはたったの15機であった。残り32機はレーダー照準爆撃を行った。なお、八幡以外では2機が老窯港に爆撃しており、また別の5機は臨機目標への爆撃を行ったため、この空襲での爆弾総トン数は107トンになる。また、最初の爆弾が投下された後、作戦の定時連絡をワシントンの第20司令部にしているが、このときアーノルド司令はロンドンにいた。爆撃隊が受けた対空砲火は激しいものであったが、あまり正確ではなかった。また八幡周辺に配備されていたサーチライトはほとんど役に立たなかった。第4戦隊の戦闘機はB-29を1機撃墜したが、そもそも空戦に持ち込むこと自体が困難であり、迎撃はままならなかった。撃墜された1機は、八幡市に隣接する若松市高須（現・北九州市若松区高須）に墜落し、大破しているエンジンがライト R-3350系列である点や、ダブルタイヤの降着装置、部品の刻印から、日本側もB-29と断定した。
空襲後の中国基地への帰還飛行は概ね良好であった。1機がエンジン不調のため中国河南省の内郷飛行場に着陸したところ日本軍機の機銃掃射を受け破壊された。他帰還中に2機が墜落し搭乗員全員と同乗のニューズウィーク誌記者が死亡している。この空襲でのアメリカ側の総損害はB-29を7機損失、さらに6機を敵対空砲火で損傷し、搭乗員57名とジャーナリスト1名が死亡している。なお空襲から数日の間、多数のB-29が燃料不足のため中国内に足止めを余儀なくされ、ウォルフ准将が第312飛行隊から57,000リットルの燃料を借りることでようやくインドに戻ることができた。この数日間は燃料がほとんど無く航空機の出撃がほぼ不可能であり、日本軍の報復攻撃に対して非常に脆弱な状態であったが、日本軍は何の攻撃もしなかった。

## 影響
この空襲によって八幡製鐵所が被った損害は皆無と言ってもよい程であった。空襲から2日経った6月18日、アメリカ陸空軍第14空軍は攻撃目標の状態を確認するため航空写真を撮影しているが、これらの写真によると製鐵所の敷地内に落ちた爆弾はたったの1発で、それももっとも近いコークス炉から1100メートルも離れた発電所に着弾したものであった。同様に小倉陸軍造兵廠やほかの工業施設および市街地の建物もほとんど空襲による被害を受けていなかったと報告された。（実際には小倉造兵廠や周辺市街地は爆撃を受け死傷者が多数出ている。）アメリカ陸軍航空軍はこうした事実をありのままに報告したにもかかわらず、アメリカのメディアは空襲の結果を誇張して報道した。一方、爆撃部隊が空戦で被った損害が軽微であったことと、B-29が収集したレーダー電磁放射からの情報（エリント）によって日本のレーダーと防空力が無力であることが明らかになった。これを受けてアメリカ陸空軍は6月21日、日本と朝鮮のほぼ全域を航空写真偵察するため1機のB-29を発進させた。偵察は成功し、米軍は日本・朝鮮についてより質の高い情報を入手することができた。八幡空襲と同じ日に米軍がサイパン島に上陸したとの報道は、戦局の先行きを暗示するものであった。
八幡空襲により日本の防空体制の深刻な欠陥が浮き彫りになった。当初第19飛行団は8機のB-29を撃墜し更に4機損傷させたと主張したが、すぐにドゥーシャン・D・イワノビッチ大尉指揮下のリンバードゥーガンともう一機のたった2機しか撃墜されていないことが判明した。75機中2機撃墜という数字は、本土空襲する敵機を迎撃した比率としては低すぎると考えられた。日本本土には飛行場が少なすぎ、夜間戦闘に対応した航空機も十分には配備されていないことがこの空襲で証明された形となった。また、迎撃に使用された戦闘機「屠龍」はB-29よりも速度が遅く、軽武装で、さらにほとんどの機体にはレーダーが装備されていなかったため、B-29を撃墜するには性能不足であることも明らかになった。一方、空襲警報体制は、この空襲では機能したと言えるが、敵機を捕捉したレーダーは高度までは特定できなかったため、更なる改良が必要とされた。
1944年6月15日から16日にかけての八幡空襲を皮切りに、アメリカ陸空軍は日本に対する戦略爆撃を本格化した。八幡は8月20日、昼夜2回にわたってB-29計61機による爆撃を受け、迎撃にあたった第4戦隊はB-29を含む計4機を撃墜するなどしたが、戸畑、八幡市内では二百数十名の死傷者を出した。
第20爆撃機集団が1944年6月から1945年3月にかけて中国およびインド基地から行った空襲は49回に及んだが、マッターホルン作戦は未だその目的を達していなかった。他方、同じ第20空軍隷下の第21爆撃機集団は1944年10月28日からマリアナ諸島を拠点とした日本本土爆撃作戦を始めており、こちらの方が有効であったため、第20爆撃機集団は1945年初めにマリアナ諸島に移転した。

### 慰霊碑
1944年6月16日の八幡空襲では、目標とされた八幡製鐵所よりもむしろ市街地の方が被害が大きく、爆撃を受けた北九州5市では八幡69名、小倉94名、戸畑53名、門司34名、若松6名の計256名が犠牲となった。なかでも小倉北区大手町周辺にあった小倉陸軍造兵廠は施設に直撃弾を受け、学徒動員されていた10代の学生など、80名以上が命を落とした。
こうした犠牲者を追悼するため、空襲から65年後の2009年4月5日、小倉北区永照寺に旧小倉陸軍造兵廠空襲犠牲者之碑が建立された。慰霊碑建立に尽力した遺族会の工藤實雄代表は、この空襲で義弟（当時17歳）を亡くしており、その時の体験について妻と共にNHK戦争証言アーカイブス上に証言をのこしている。同じくNHK戦争証言アーカイブスで自らの体験を語った加藤昭は、証言の最後を次のように締めくくった。
| 「                                     | やっぱり、こういう経験、こういうことがあったということを、一人でも知ってもらったらね、あそこで亡くなった人も、自分たちは見捨てられて、しまいには忘れられてしまうんじゃないだろうかという気持ちで逝ってしまった。それがいま、話すことで、ああ、あそこに兵器廠あったとだいぶ分かってくれたからですね。犠牲になられたかたも浮かばれると思うですね。 | 」 |
| —加藤昭（NHK戦争証言アーカイブスより） | |    |